# 柯伊伯機載天文台
柯伊伯機載天文台（英語：Kuiper Airborne Observatory）是由NASA操作，用於進行紅外線天文學研究的國際設備。這個天文台是由一架洛克希德C-141"星"式运输机改裝的，飛行半徑6,000海浬，能在45,000英尺（14公里）的高度上進行研究工作。為紀念荷蘭裔美籍天文學家杰拉德·柯伊伯（Gerard Peter Kuiper），所以將此機命名為柯伊伯機載天文台。
柯伊伯機載天文台的望遠鏡是口徑36英吋（91.5公分）的蓋塞反射鏡，可以觀測波長範圍在1-500微米的光譜。他的飛行能力幾乎使所有地球大氣層內的水氣都在他的下方，因此能觀察地基望遠鏡不能觀察的紅外線輻射，而且可以在飛行到地球上空的任何一個點進行觀測。
柯伊伯機載天文台的重要發現，包括在1977年首度觀察到天王星的光環，以及在1988年明確的証明冥王星有大氣層。他也用於研究在行星形成區與浩瀚的星際空間內，水和有機分子的起源。天文學家也利用它研究一些環繞在恆星周圍的盤狀物體，這些區域被認為可能是行星形成的場所。
凝視星空深處，天文學家也利用柯伊伯機載天文台研究來自銀河核心的強大遠紅外線輻射。當超新星1987A爆炸後，科學家也利用它追蹤鐵、鈷、鎳等重元素的核聚變（熔合）過程。
柯伊伯機載天文台的基地設在美國加州莫菲特菲爾德（Moffett Field）的埃姆斯研究中心（Ames Research Center），於1974年開始工作，並於1995年除役。目前被存放在莫菲特菲爾德的211號飛機庫，已不再執行飛行任務，未來或許會捐贈給博物館展示與收藏。
NASA於1996年計劃讓一架功能更強大的同溫層紅外線天文台（Stratospheric Observatory for Infrared Astronomy）來接替，計劃中改裝了一架波音747SP裝載紅外線望遠鏡，2007年首次飛行，2022年9月29日清晨在第921次科學飛行任務完成後降落退役，同年12月8日，NASA宣布SOFIA和用於攜帶望遠鏡的波音747SP將保存在亞利桑那州圖森市的皮馬航太博物館（Pima Air & Space Museum）並展示。

## 外部連結

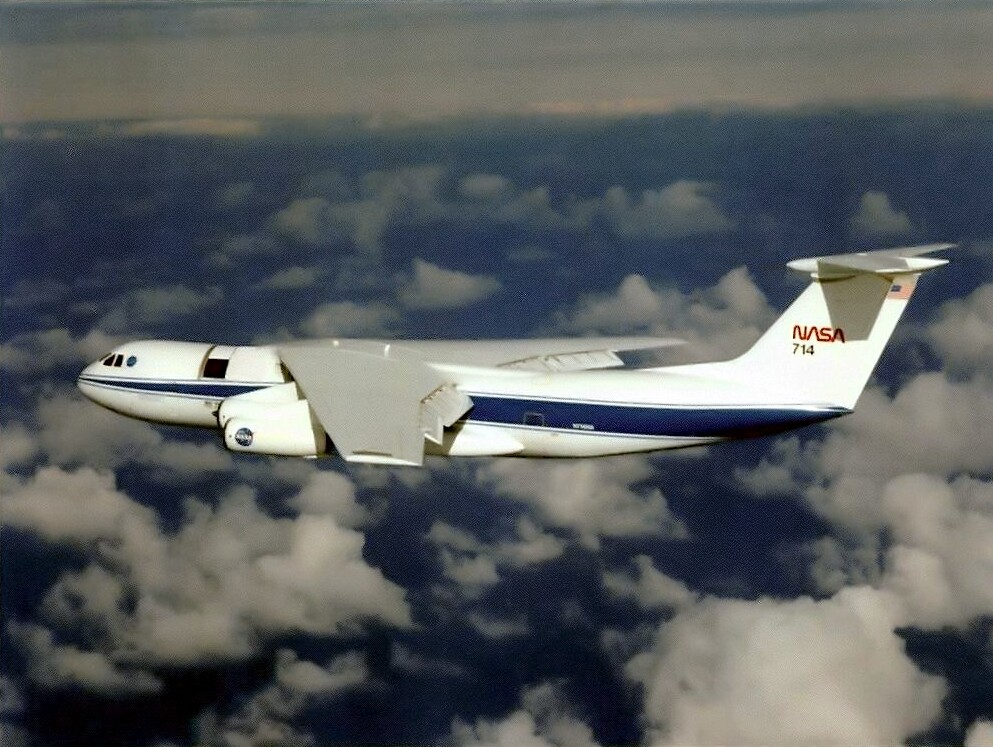
飛行中的柯伊伯機載天文台

- About the Kuiper Airborne Observatory
- Airliners.net （页面存档备份，存于）

1. ↑  NASA, Partner Decide to Conclude SOFIA Mission （页面存档备份，存于） NASA 28 April 2022
2. ↑  Zurbuchen, Thomas. . Twitter. September 28, 2022  [October 30, 2022]. （原始内容存档于2022-10-10） （英语）.
3. ↑  . FlightAware. September 29, 2022  [October 30, 2022]. （原始内容存档于2022-10-30） （英语）.
4. ↑  Fisher, Alise. . NASA. 2022-12-08  [2022-12-12]. （原始内容存档于2023-01-14）.